# Kraton

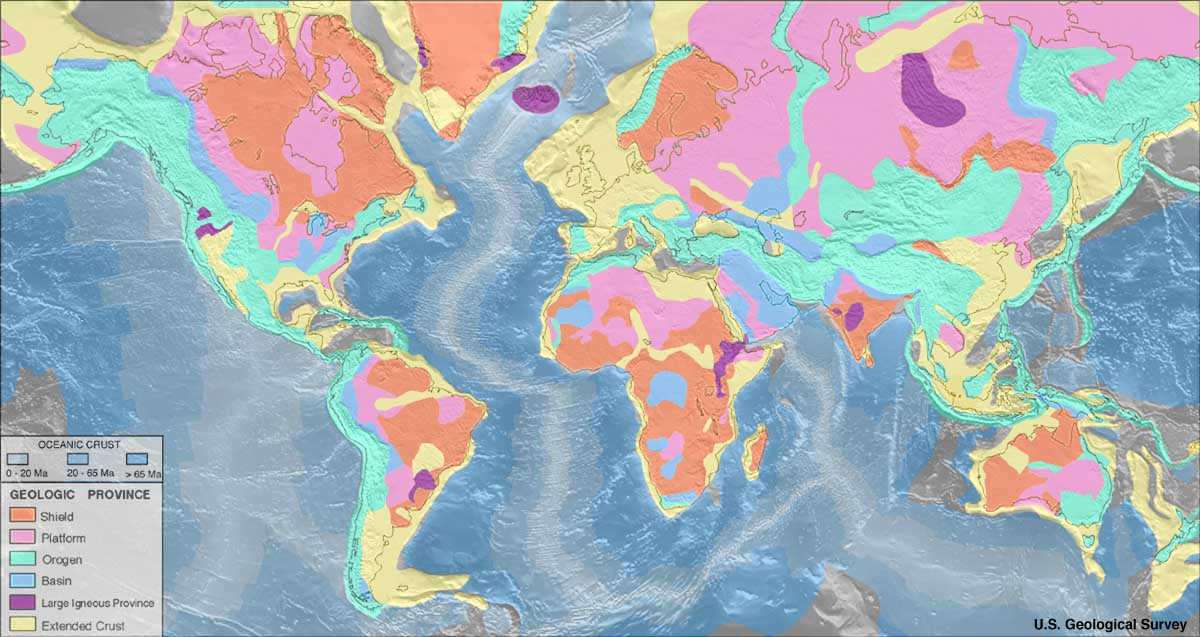
Världens geologiska provinser. (USGS)
Kratoner utgörs av sköld (orange) och plattform (rosa).

En kraton är en gammal och stabil del av ett kontinentalblock, det vill säga av en kontinentalplattas landområde, med urberg som överlevt sammanslagningen och delningen av kontinenter och superkontinenter sedan prekambrium, det vill säga är äldre än 540 miljoner år.
En kraton kan delas upp i sköld, där urberget kommer i dagen eller bara är täckt av mycket tunt sediementärt lager, och plattform, den del av urberget som är täckt av sedimentära lager.
En kraton kan sträcka sig ned till ett djup av 200 km. Kratoner återfinns vanligen i kontinenternas inre och bestod ursprungligen av magmatiska bergarter, exempelvis granit. Under årmiljoners gång kan dessa bergarter ha genomgått hydrotermal omvandling, och ett flöde av heta vätskor har gjort att olika malmer bildats genom en koncentrerad mineralbildning.
Namngivna kratoner, listade efter kontinent, omfattar bland annat:
- Australien
  - Altjawarrakratonen
  - Centralkratonen
  - Curnamonakratonen, södra Australien
  - Gawlerkratonen, centrala södra Australien
  - Pilbarakratonen, västra Australien
  - Yilgarnkratonen, västra Australien

- Amerika
  - Amazonaskratonen
  - Guyanaskölden
  - Nordamerikanska kratonen
    - Kanadensiska skölden

  - Slavekratonen, Nordvästra Kanada
  - Superiorkratonen, Kanada
  - Wyomingkratonen

- Afrika
  - Arabiska kratonen

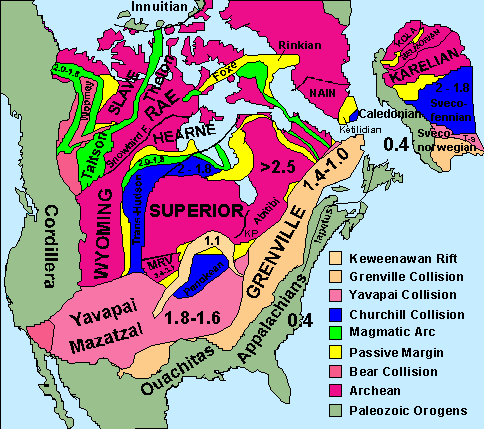
Nordamerikas kratoner

  - Kongokratonen, centrala södra Afrika
    - Bangweulublocket, Zambia

  - Kaapvaalkratonen, Sydafrika (3,6–2,5 Ga)
  - Kalaharikratonen
  - Saharakratonen, Algeria
  - Tanzaniakratonen
  - Västafrikanska kratonen
  - Zairekratonen
  - Zimbabwekratonen (3,5 Ga)

- Eurasien
  - Östeuropakratonen
    - Fennoskandiska urbergsskölden (eller baltiska skölden), del av Östeuropakratonen

  - Dharwarkratonen, Indien (3,4–2,6 Ga)
  - Östkinesiska kratonen
  - Indiska kratonen
  - Karelska kratonen, Finland (3,1–2,7 Ga)
  - Midlandkratonen i England och Wales
  - Nordkinesiska kratonen (2,5 Ga)
  - Sarmatiankratonen (3,7–2,8 Ga)
  - Siberiska kratonen
  - Sino-koreanska kratonen, norra Kina
  - Tarimkratonen, Kina
  - Volgo-uralska kratonen, Ryssland (3,0–2,7 Ga)
  - Yangtzekratonen
  - Nordatlantiska kratonen